# Wolfe Tones
Wolfe Tones — ирландская музыкальная группа, существующая с 1963 года, исполняющая ирландскую повстанческую музыку (поджанр ирландского фолка с патриотическими текстами).

## История
Группа взяла своё название в честь борца за независимость Ирландии Теобальда Вольфе Тоуна (Theobald Wolfe Tone, 1763—1798). Коллектив образовали в августе 1963 года братья Брайан и Дерек Уорфилды, а также Ноэль Нэгл. Позже к ним присоединился Томми Байрн.
Написанная в 1987 году Брайаном Уорфилдом к столетию футбольного клуба Селтик песня «Celtic Symphony» получила широкую известность и исполнялась многими коллективами со всего мира.
В 1989 году Дерек Уорфилд подписал контракт с американским музыкальным издательством, поэтому в этот период группа гастролировала без него и не записывала новый материал. Совместную работу коллектив возобновил с 1995 года, однако в 2001 году Дерек снова покинул группу, причина осталась неизвестной. Оставшиеся участники назвались «Brian Warfield, Tommy Byrne and Noel Nagle formally of The Wolfe Tones» и выпустили альбом «You’ll Never Beat the Irish».

## Дискография

### Студийные работы
- 1965 — The Foggy Dew
- 1966 — Up the Rebels
- 1969 — Rifles of the I.R.A.
- 1972 — Let the People Sing
- 1974 — 'Till Ireland a Nation
- 1976 — Irish to the Core
- 1976 — Across the Broad Atlantic
- 1978 — Belt of the Celts[англ.]
- 1980 — As Gaeilge
- 1981 — Spirit of the Nation
- 1983 — A Sense of Freedom
- 1985 — Profile
- 1987 — Sing Out for Ireland
- 2001 — You’ll Never Beat the Irish
- 2004 — The Troubles

### Концертные альбомы
- 1980 Live Alive-Oh!
- 2002 The Very Best of the Wolfe Tones Live
- 2004 40th Anniversary Live

### Сборники
- 1971 The Teddy Bear’s Head
- 1984 20 Golden Irish Ballads
- 1984 20 Golden Irish Ballads
- 1984 20 Golden Irish Ballads
- 2000 Millennium Celebration
- 2003 Rebels & Heroes
- 2006 Celtic Symphony
- 2006 1916: The Easter Rising
- 2006 The Platinum Collection
- 2008 The Anthology of Irish Song

### Миньоны
- 1967 The Teddy Bear’s Head
- 1988 I Love the Wolfe Tones
- 1988 Christmas with the Wolfe Tones